# Henk Hiddinga
Hendrik ("Henk") Hiddinga est un coureur cycliste néerlandais né le 12 avril 1942 à Haarlem ayant couru entre le 25 juillet 1960 et la fin de saison 1970.

## Biographie
Selon Henk, son goût pour le cyclisme lui est venu adolescent, un jour où il s'est mis avec son vélo de campagne dans la roue de deux coureurs. Le souffle du duo et le bruit des dérailleurs a eu l'effet d'un déclic.
Un ami lui ayant prêté un vélo, il participa à une première épreuve et ramena le bouquet à la maison. Il faudra que son père Eelke, agriculteur-éleveur à Stiens (Friesland, Pays-Bas) lise l'article dans le journal le lendemain pour y croire. Henk voit dans le cyclisme le moyen de gagner en autonomie.
A 18 ans, il prend une licence au club local, Friesche Leeuw et obtient des résultats prometteurs. De 1960 à 1964, il enchaîne une dizaine de victoires, vingt podiums et devient champion militaire des Pays-Bas.  
En octobre 1964, un ami lui propose de changer de vie et l'emmène en voiture chez son frère, à Gouvieux dans l'Oise. Il travaille dans les travaux publics, contribue à la construction de l'autoroute A1 (ce qui n'est pas dans son palmarès officiel) et devient vite "l'épouvantail" des  autres coureurs sur les routes de l'Oise. Il gagne 10 courses. Affectionnant l'effort solitaire, il est sélectionné au Grand Prix des Nations amateur qu'il termine treizième. 
En 1965, il signe au C.C. Creil puis en 1966 au V.C. Compiègne où il court aux côtés de Dominique Dussez et Jean-Pierre Sévin qui deviendront ses beaux-frères 3 ans plus tard. Il réalise 20 victoires et commence à se mesurer aux professionnels grâce à son nouveau statut d'amateur hors catégorie. Il remporte la première étape du tour de l'Oise et la quatrième du tour du Nord.
En 1968, il signe au C.S.M Puteaux, confirme sa classe et gagne 20 nouvelles coupes, dont le tour de Liège en cinq étapes au nez des cracks belges. Le président du club Paul Gardais conclut qu'Henk n'a plus rien à faire chez les amateurs. Il le reste pourtant encore une année aux côtés de Yves Hézard et Jean-Claude Alary, les vedettes du club. 1968 reste la grande année d'Henk, avec des victoires dans Paris-Troyes, Paris-La Ferté Bernard (cent-sept partants, vingt-trois arrivants du fait de conditions climatiques déplorables).  
Au mois de novembre, il épouse Chantal Dussez à Léglantiers. 
Après une telle saison, il reçoit en plusieurs offres de directeurs sportifs et choisit de signer dans l'équipe Mercier en 1969, dont le leader était Raymond Poulidor. Il s'installe dans une caravane au Camping de Biot, sur la Côte d'Azur. Dès l'ouverture, il remporte le Grand Prix d'Hyères puis termine 4ème de la Ronde de Monaco. Engagé dans Paris-Nice, il fait une mauvaise chute, est blessé aux genoux, ce qui l'oblige à s'arrêter. Sa victoire au Grand-Prix de Saint Aigulin ne cache pas le fait que cette blessure affectera durablement ses performances. Sa détermination lui permet cependant de disputer des classiques tel Bordeaux-Paris (600 km dans la journée) qu'il termine à la 9ème place.  
En 1970, Antonin Magne se retire, Louis Caput prend la relève de la nouvelle équipe Fagor-Mercier. Henk est en grande forme dans les courses de gentlemen. Il enchaîne 5 victoires en duo avec Dominique Pedrali, Georges Bracchi et Robert Piel. L'équipe va se produire souvent en Espagne ; il termine 20ème du Tour du Levant, 25ème de la Semaine Catalane, second de la 13ème étape du tour d'Espagne etc. Il dispute 35 criterium et se classe 25 fois dans les 10 premiers. 
En 1970, il a 28 ans. Son contrat n'est pas renouvelé. Sans autre offre concrète, il met fin à sa carrière sportive et s'installe à Amilly, dans le Loiret. En 1970, les offres d'emploi sont nombreuses, il accepte celle d'une entreprise de sidérurgie néerlandaise à Châlette-sur-Loing. Il y passera 32 ans. 
Henk et Chantal ont trois enfants et 8 petits enfants.

## Palmarès
| - 1964 - 2e du championnat des Pays-Bas militaire - 1965 - Prix de Nogent-sur-Oise - 1966 - 1re étape du Tour de l'Oise - 4e étape du Tour du Nord - Grand Prix de Cosne-sur-Loire - 2e du Grand Prix de la Boucherie - 3e du Grand Prix de Beauvais - 3e du Grand Prix de Garchy - 1967 - 1re étape du Tour de l'Yonne - Trois Jours de Marck - Prix de Saint-Amand - Classement général du Tour de Liège - Prix de Soissons - 2e du Tour de l'Yonne | - 1968 - Paris-Troyes - Paris-La Ferté-Bernard - Critérium des Vainqueurs - Grand Prix de Roubaix - Grand Prix de Saint-Cloud - Grand Prix de Cosne - 3e étape du Tour du Loir-et-Cher - 5e étape du Tour Nivernais Morvan - 2e de Paris-Mantes - 1969 - 9e de Bordeaux-Paris |  |

## Résultats sur les grandes tours

### Tour d'Espagne
1 participation
- 1970 : 43e